# Codex Grolier

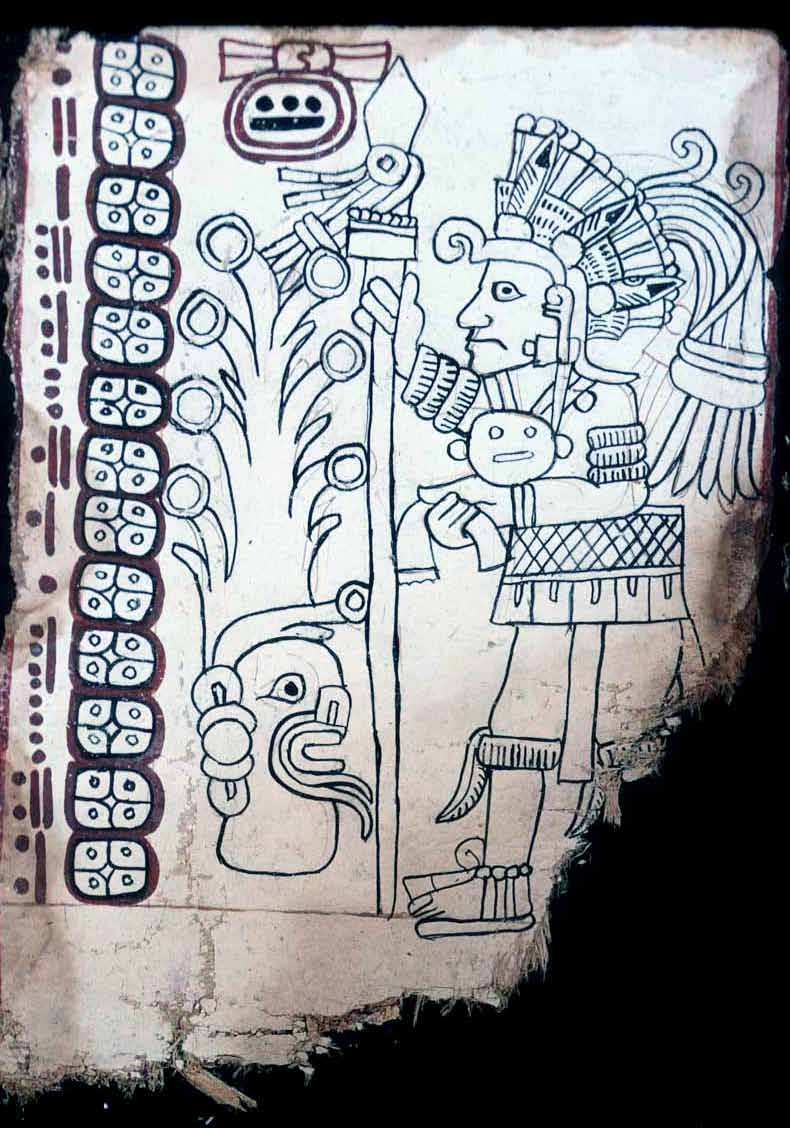
Seite 7 des Codex

Der Codex Grolier (auch als Mexiko Maya Codex oder Sáenz Codex bezeichnet) ist eines von vier präkolumbianischen Manuskripten der alten Maya-Kultur.

## Geschichte
Es wird vermutet, dass der Codex zusammen mit anderen Artefakten aus einer Raubgrabung in den 1960er Jahren (1965) in einer Höhle in Chiapas stammt. Der mexikanische Sammler Dr. José Saenz ließ sich von den Verkäufern mit einem kleinen Flugzeug zu einem Ort in Nähe der Sierra de Chiapas und Tortuguero entführen. Dort wurden ihm die Fundstücke gezeigt und er kaufte das Codex-Fragment. Er ließ es von Michael D. Coe begutachten und der Codex wurde 1971 im Grolier Club in New York erstmals ausgestellt und erhielt so seinen Namen. Dr. Saenz spendete den Codex der Mexikanischen Regierung und heute wird er im Nationalmuseum für Anthropologie in Mexiko-Stadt aufbewahrt, aber nicht ausgestellt.
Die Handschrift wurde lange für eine Fälschung gehalten. Obwohl sich das Papier bei Radiokarbondatierungen tatsächlich als vorspanisches Rindenbastpapier herausstellte, wurde die Bemalung etwa von Nikolai Grube 2012 als „mit Sicherheit eine Fälschung des 20. Jahrhunderts“ eingestuft. Neuere Studien dagegen bestätigten die Echtheit des Codex. So wurde beispielsweise die Darstellung des Berggottes mit gespaltenem Kopf auf Seite 9 des Codex lange als obskure Erfindung der Fälscher betrachtet. Neuere archäologische Funde aus Tancah und Pasión del Cristo zeigen aber diesen Gott auf Artefakten. Dass Fälscher von diesem Gott wussten, bevor er in späteren Funden auftauchte, erscheint als sehr unwahrscheinlich und wird daher als Argument für die Echtheit angesehen.

## Beschreibung
Die Bücher der Maya wurden als Leporello gefertigt, so dass man beliebig viele Seiten nebeneinander aufschlagen und anschauen konnte. Das Beschreibmaterial ist aus Feigenbast (Amatl) hergestelltes Papier. Das Papier wurde mit Kalk beschichtet und dann bemalt.

Die Darstellung der Figuren im Grolier-Codex unterscheidet sich von Darstellungen in den anderen drei Codices der Maya und ähnelt eher den Darstellungen der Mixteken und Tolteken aus dem zentralen Mexiko. Der linke Rand jeder Seite enthält eine Reihe von sieben verschiedenen Tagessymbolen, die mit Zahlensymbolen der Maya korrelieren. Jede Kombination aus Tages- und Zahlensymbol stellt ein Datum Tzolkin dar, das einer bestimmten Manifestation der Venus entspricht.

Der Grolier-Codex bestand ursprünglich aus 20 Blättern, von denen Fragmente von 10 einseitig bemalten Blättern erhalten geblieben sind. Oft werden auch 11 Seiten erwähnt, doch inzwischen hat man die Fragmente der Seiten 10 und 11 derselben Seite zugeordnet. Die ursprüngliche Größe betrug etwa 12,5 × 18 cm. Die Blätter 4 bis 6 sind noch wie ursprünglich miteinander verbunden. Man vermutet, dass die ersten acht und die letzten zwei Seiten verloren gegangen sind. Der angegriffene Zustand des Papiers steht im Widerspruch zur guten Erhaltung der Bemalung. Dies ist ein Grund, warum es Zweifel an der Echtheit des Codex gibt. Die Datierung mit Hilfe der C-14-Messung ergab zumindest für das Papier eine Entstehungszeit um 1230 n. Chr. Somit wäre der Codex das älteste erhalten gebliebene Buch der Maya. Jüngsten Forschungen und naturwissenschaftlichen Untersuchungen zufolge entstand der Codex sogar bereits in der Zeit zwischen 1021 und 1154.

## Inhalt
Der Codex wurde als astrologischer Venus-Almanach erkannt, der die Himmelsposition des Planeten Venus während eines Zeitraums von 104 Jahren vorhersagte. Er ist dem Teil des Dresdner Codex ähnlich, der sich auf die Venus bezieht. Während der Dresdner Codex jedoch nur die Venus als Morgenstern und Abendstern beschreibt, sind im Codex Grolier alle vier Situationen festgehalten: als Morgenstern, Verschwinden in der oberen Konjunktion, als Abendstern und wieder unsichtbar in der unteren Konjunktion.
Jede Seite zeigt eine Figur/Gottheit mit Blickrichtung nach links, die eine Waffe und meist auch ein Seil mit einem Gefangenen hält. Die Seiten 5 und 8 zeigen eine Figur, die einen Pfeil in einen Tempel schleudert. Die abgebildete Figur auf Seite 7 zeigt möglicherweise einen Krieger, der passiv vor einem Baum steht. Die Seiten 1 und 4 lassen auf K'awiil und die Seiten 2, 6 sowie die aus zwei Fragmenten bestehende Seite 10 auf einen Todesgott schließen.